# City Centre
Het City Centre (vroeger Pacific First Center; ook U.S. Bank Centre) is een wolkenkrabber in het centrum van Seattle. De wolkenkrabber telt 52 verdiepingen, waarvan acht ondergronds. Het City Centre heeft een hoogte van 184,82 meter, maar tot het dak heeft het gebouw een hoogte van 176,79 meter. Daarmee is de wolkenkrabber het op zes na hoogste gebouw van Seattle. De bouw begon in 1987 en werd voltooid in 1989. Het City Centre is in de postmoderne stijl gebouwd en de toren heeft een vloeroppervlakte van 88.078 m². De wolkenkrabber heeft ook een eigen parkeergarage met 1019 parkeerplaatsen.
Het City Centre kreeg een Engergy Star in 2007 en van 2009 tot en met 2013. De wolkenkrabber heeft ook een LEED-certificaat.
De grond, waar het City Centre op staat, was eigenlijk bestemd voor het Stimson Center, maar door financiële problemen werden die plannen nooit uitgevoerd.